# Macchi M.C.99

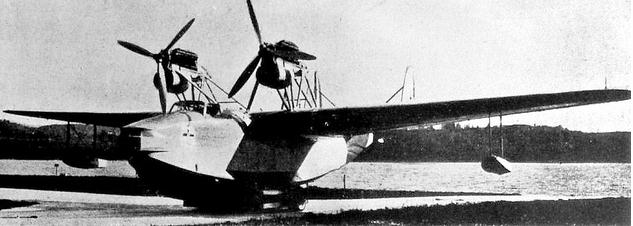
Il Macchi M.99 a terra

Il Macchi M.C.99 è stato il progetto, rimasto allo stadio di prototipo, di un idrovolante bimotore multiruolo costruito in un unico esemplare nel 1937 dalla Aeronautica Macchi.

## Storia del progetto
Progettato da Mario Castoldi, il Macchi M.C.99 fu l'ultimo idrovolante militare progettato dalla Macchi; aveva ottime caratteristiche di volo oltre ad essere ben armato con mitragliatrici difensive su torrette girevoli in vetro. Aveva 5 uomini di equipaggio.
L'unico esemplare prodotto operò con la 170ª Squadriglia dell'Aviazione Ausiliaria per la Marina, reparto della Regia Aeronautica ma posto sotto il diretto Comando Militare Marittimo Sicilia e dislocata ad Augusta.

## Tecnica
Era un monoplano dotato di velatura ad ala alta a sbalzo, a pianta triangolare con piccoli galleggianti alle estremità; inoltre aveva due derive verticali. Le ali e lo scafo erano in legno rivestiti in tela così anche i timoni.
I due motori erano sospesi su castelletti all'attaccatura delle ali sulla fusoliera; si trattava degli Isotta Fraschini Asso XI, motori a 12 cilindri a V di 60° raffreddati a liquido prodotti dall'azienda italiana Isotta Fraschini.
Questi motori erano accreditati ciascuno di 890 CV (655 kW) al livello del mare. La versione installata di questo motore era la RC.15, dotata di riduttore e compressore a singola velocità ottimizzato per la quota di ristabilimento di 1 500 m. Le eliche tripala erano metalliche e trattive, con passo variabile in volo.

### Armamento
L'armamento difensivo era costituito da quattro mitragliatrici Breda-SAFAT da 7,7 mm poste in 3 postazioni su torrette girevoli a comando idraulico con rotazione azimutale. La prima postazione, con due mitragliatrici in coppia, era davanti alla cabina di pilotaggio, la seconda sul dorso della fusoliera subito dietro i due motori e l'ultima sulla coda all'estremità della stessa tra le due derive verticali.
Le bombe erano sistemate in apposite rastrelliere sulle ali.

### Pubblicazioni
- Journal of the Aeronautical Sciences, Institute of the Aeronautical Sciences, 1939,  p. 93.